# 游击队歌
《游擊隊歌》，是一首中国军歌，由贺绿汀作曲、作词，首次发行于1938年元旦。全曲描述中国抗日战争期间与侵华日军战斗的游击队员。

## 创作背景及历程
1937年卢沟桥事变后，中国抗日战争全面爆发，上海剧作者协会因此组织了13支文化界队伍到前线为军队演出，而贺绿汀也是其中一员。同年11月底，贺绿汀所属文化界队伍来到山西，获八路军将领彭雪枫接待。彭雪枫安排他们参观炮兵团，送他们一些关于游击战的文件，并与将领朱德一同讲解抗战形势。贺绿汀从中得到创作灵感，用几天时间写成《游击队歌》，先写旋律后有歌词。

## 歌曲特色

### 旋律
《游击队歌》全曲为有再现的二部曲式结构，采用欧洲传统音乐的七声自然大调式，节拍为四四拍，小快板。全曲有4个乐句、共16小节，第一、二、四句的旋律大致无异，只有第三句旋律的创作手法完全相反，从而做出“起承转合”的结构效果。旋律具有进行曲风格，轻快流畅、生动活泼，表现游击队员的战斗生活和性格形象、对战胜有信心的乐观信念、对敌人的不齿之情。部分旋律源自《不列颠掷弹兵进行曲》。

### 歌词
《游击队歌》歌词通俗易懂，具战斗性与群众性，内容讲述八路军的游击战法。歌曲开首描写游击队员是“神枪手”，能够做到“每一颗子弹消灭一个仇敵”，这既塑造游击队员的英雄形象，也反映了游击战的重要战术原则——游击队员必须有射击的本领，能够以最少子弹消灭大量敌军兵员。此外，另一句歌词“没有吃，没有穿，自有那敌人送上前；没有枪，没有炮，敌人给我们造”也正好反映出中共中央北方局和八路军对华北地区抗日战争的方针。
《游击队歌》本来有两段歌词，第二段讲述侵华日军败于游击队手上的战况，并呼吁中国人民不分贫富和党派，齐心抗战，期望日本战败后迎来世界和平。不过第二段后来被删去，现在只传唱第一段。
| 第一段 我们都是神枪手 每一颗子弹消灭一个仇敵 我们都是飞行军 那怕那山高水又深 在密密的树林里 到处都安排同志们的宿营地 在高高的山岗上 有我们无数的好兄弟 没有吃，没有穿 自有那敌人送上前 没有枪，没有砲 敌人给我们造 我们生长於这里 每一寸土地都是我们自己的 无论谁要強佔去 我们就和他拼到底 | 第二段 那怕日本强盗兇 我们的兄弟打起仗来真英勇 那怕敌人枪砲狠 找不到我们的人和影 让敌人乱衝撞 我们的阵地建在敌人侧后方 敌人的战线愈延长 我们的队伍愈扩张 不分穷，不分富 四万万同胞齐武装 不論党，不論派 大家都来抵抗 我们愈打愈坚强 日本强盗一定走向灭亡 看最後的胜利日 世界的和平現曙光 |

## 发行和评价
《游击队歌》在1938年元旦的文艺晚会上首次公开发行，由贺绿汀指挥上海文化界救亡演剧队第一队演唱，当时八路军将领朱德、彭德怀、任弼时、贺龙、刘伯承、徐向前等人和国民党将领卫立煌均在场观赏。此曲在会上随即受到好评，其后在八路军将领的指示下教授当地全体战士传唱，后来逐渐扩展至全中国大陆其他地区。1938年5月，武汉出版的音乐期刊《战歌》首次刊出此曲。
贺绿汀把《游击队歌》视为自己其中一份最有价值的作品。中国共产党领导人毛泽东对此曲表示认同，他在1946年4月会见贺绿汀，亲自赞赏说“你的《游击队歌》写得很好”。加拿大援华医生白求恩很喜欢《游击队歌》，时常哼唱。美国驻华武官埃文斯·福代斯·卡尔逊同样喜爱此曲，并在著作《中国的双星》（Twin Stars of China）中对其反复提及，更大幅引用歌词。
中华人民共和国成立后，《游击队歌》在中国人民解放军军中广泛传唱，是军队文艺活动的必唱曲目之一，多次获解放军总政治部向全军推荐。文化大革命期间，贺绿汀受批斗和监禁，《游击队歌》差点也受波及，不过此曲在毛泽东和周恩来的坚持下保住文化地位，最终贺绿汀也在毛泽东授意下获释。
《游击队歌》在1990年代入选“20世纪华人音乐经典”，并在2015年经过网络投票入选国家新闻出版广电总局主办的“我最喜爱的十大抗战歌曲”。

## 文化影响
《游击队歌》有各种改编曲目，例如军乐曲版本等。1940年抗日主题电影《青年中国》以《游击队歌》作为插曲。1964年首演的音乐舞蹈史诗《东方红》便包含了改编自《游击队歌》的舞蹈作品《游击队舞》。在2006年播出的抗日题材情景喜剧《地下交通站》以《游击队歌》作为片尾曲。